# 沃洛季米里夫卡 (大羅加奇克區)
47°13′28″N 34°27′54″E / 47.22444°N 34.46500°E
沃洛季米里夫卡（烏克蘭語：Володимирівка）是位於烏克蘭南部的村莊，由赫爾松州卡霍夫卡區的上羅哈奇克市鎮負責管轄。該村面積0.5平方公里，海拔高度68米，2001年人口97，人口密度每平方公里192.8人。